# Eustomias furcifer
Eustomias furcifer és una espècie de peix de la família dels estòmids i de l'ordre dels estomiformes.

## Morfologia
- Els mascles poden assolir 20,7 cm de longitud total.[3][4]

## Hàbitat
És un peix marí i d'aigües tropicals.

## Distribució geogràfica
Es troba a l'Atlàntic oriental (13°S 9°W), l'Atlàntic occidental (Bermuda i el Brasil), l'Índic i el Pacífic.